# Schrenck von Notzing

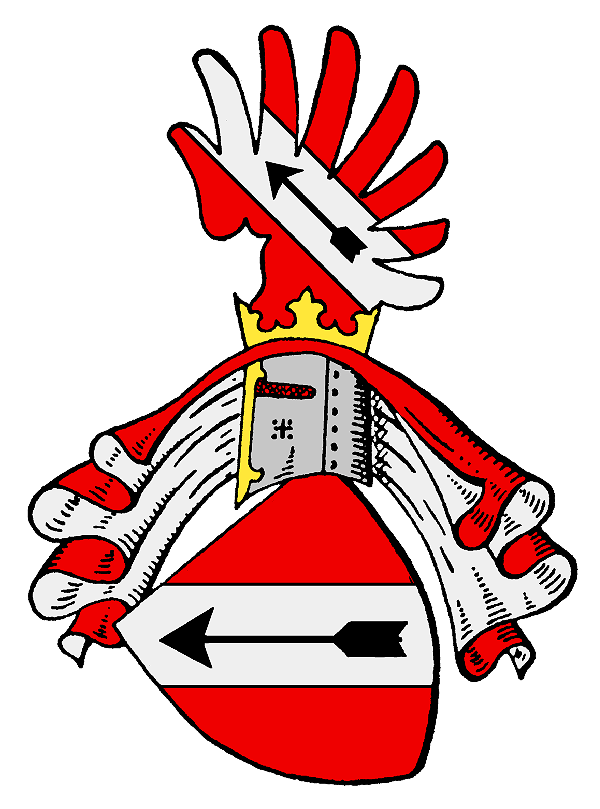
Stammwappen der
Schrenck von Notzing

Schrenck von Notzing (auch Schrenk von Notzing oder Schrenck-Notzing, oftmals nur Schrenck) ist der Name eines Münchner Patriziergeschlechts. Die Familie, deren Zweige zum Teil bis heute bestehen, gehört zu den ältesten und einflussreichsten Geschlechtern im Rat der Stadt München.

## Geschichte

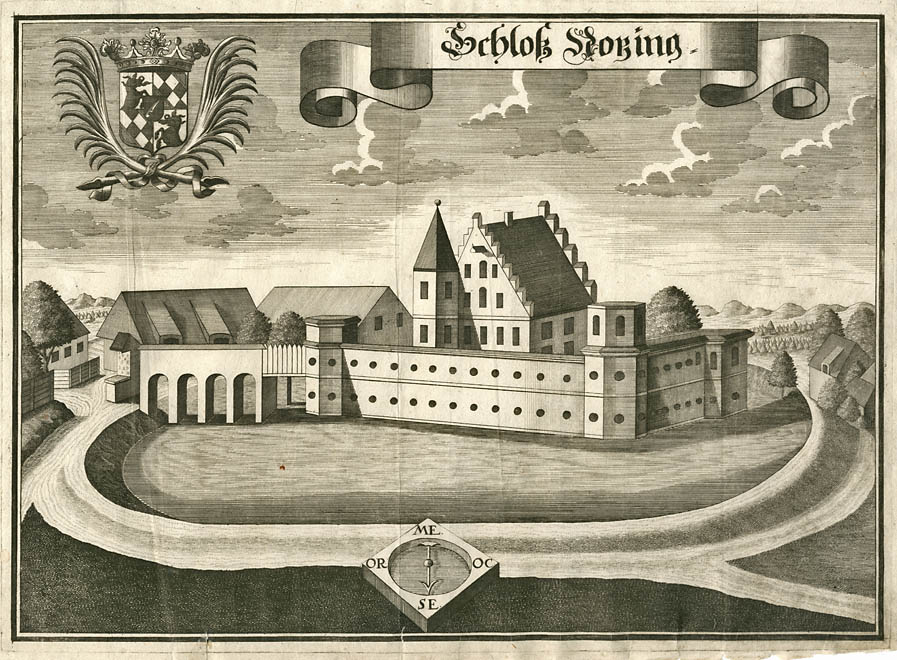
Schloss Notzing um 1700

### Herkunft
Die Schrenck führen denselben Wappenschild wie die ebenfalls aus dem Münchner Patriziat stammenden Geschlechter Ridler und Ligsalz, aber mit unterschiedlicher Helmzier. Ob sie auch einen gemeinsamen Ursprung haben, ist jedoch nicht geklärt. Einer Überlieferung nach soll die Wappengenossenschaft durch einen alten Schrenck gekommen sein, der seine beiden Töchter mit einem Ridler und einem Ligsalz verheiratete.
Erstmals urkundlich erwähnt wird das Geschlecht im Jahre 1269. Die ununterbrochene Stammreihe beginnt mit Perhtolt Schrench (Berchtold Schrenck), der von 1295 bis 1297 in Urkunden genannt wird. Er war Bürger, Kaufmann und Mitglied des Rates der Stadt München. 1308 wurde den Drächsel und den Schrenck der Zoll am oberen und unteren Tor von München verschrieben.

### Ausbreitung und Linien
Schon früh begründete die Familie zwei Linien, die sich nach ihren Stammsitzen zu Notzing und zu Egmating benannten. Nach Kneschke war bereits der Stammvater Berchtold Schrenck erster Besitzer des Stammhauses Notzing. Er soll ein Sohn von Triphon Schrenck gewesen sein, Hofdiener des Landgrafen Eckhart von Thüringen. Berchtold heiratete Thekla, eine Tochter aus dem alten Münchener Patriziergeschlecht der Khrai. Nicolaus, ein Nachkomme aus dieser Ehe, erlangte 1290 durch Heirat mit Gertraut Impler, die ebenfalls aus einer alten Münchener Stadtadelsfamilie kam, die Hofmark Egmating. Nach dem Genealogischen Handbuch des Adels kam Notzing 1380 in den Besitz der Familie.

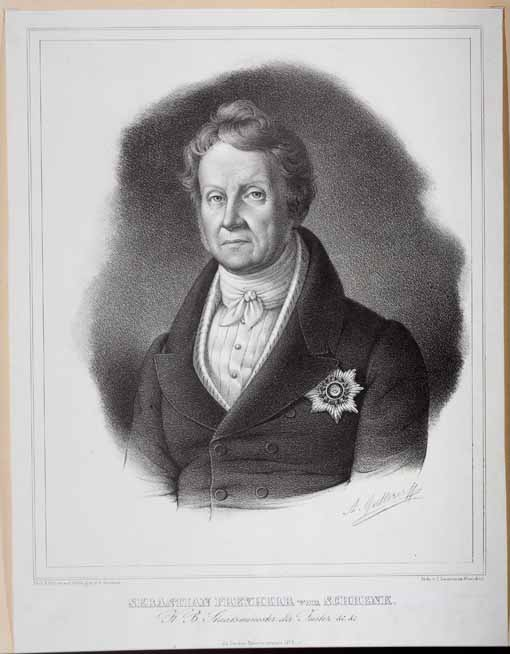
Sebastian von Schrenck
(* 1774; † 1848)

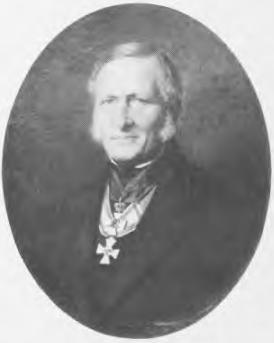
Albert Philibert Schrenck von Notzing
(* 1800; † 1877)

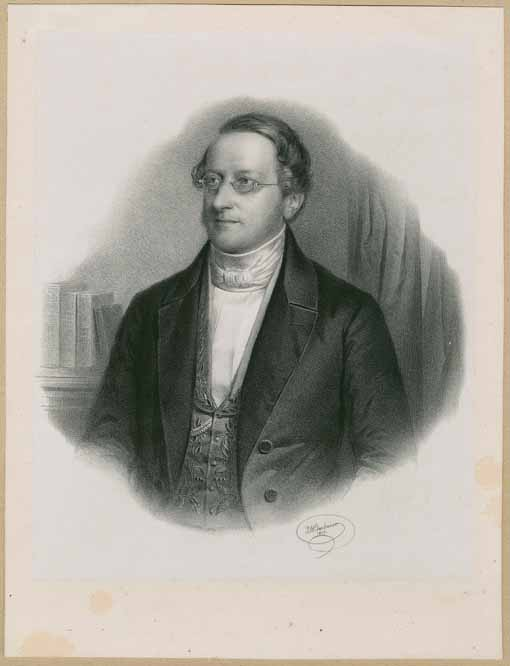
Karl von Schrenck von Notzing
(* 1806; † 1884)

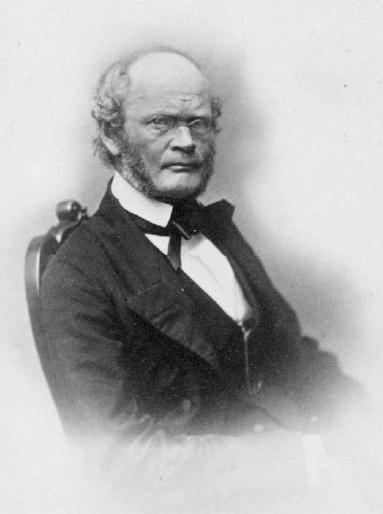
Alexander von Schrenk
(* 1816; † 1876)

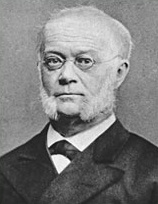
Leopold von Schrenck
(* 1826; † 1894)

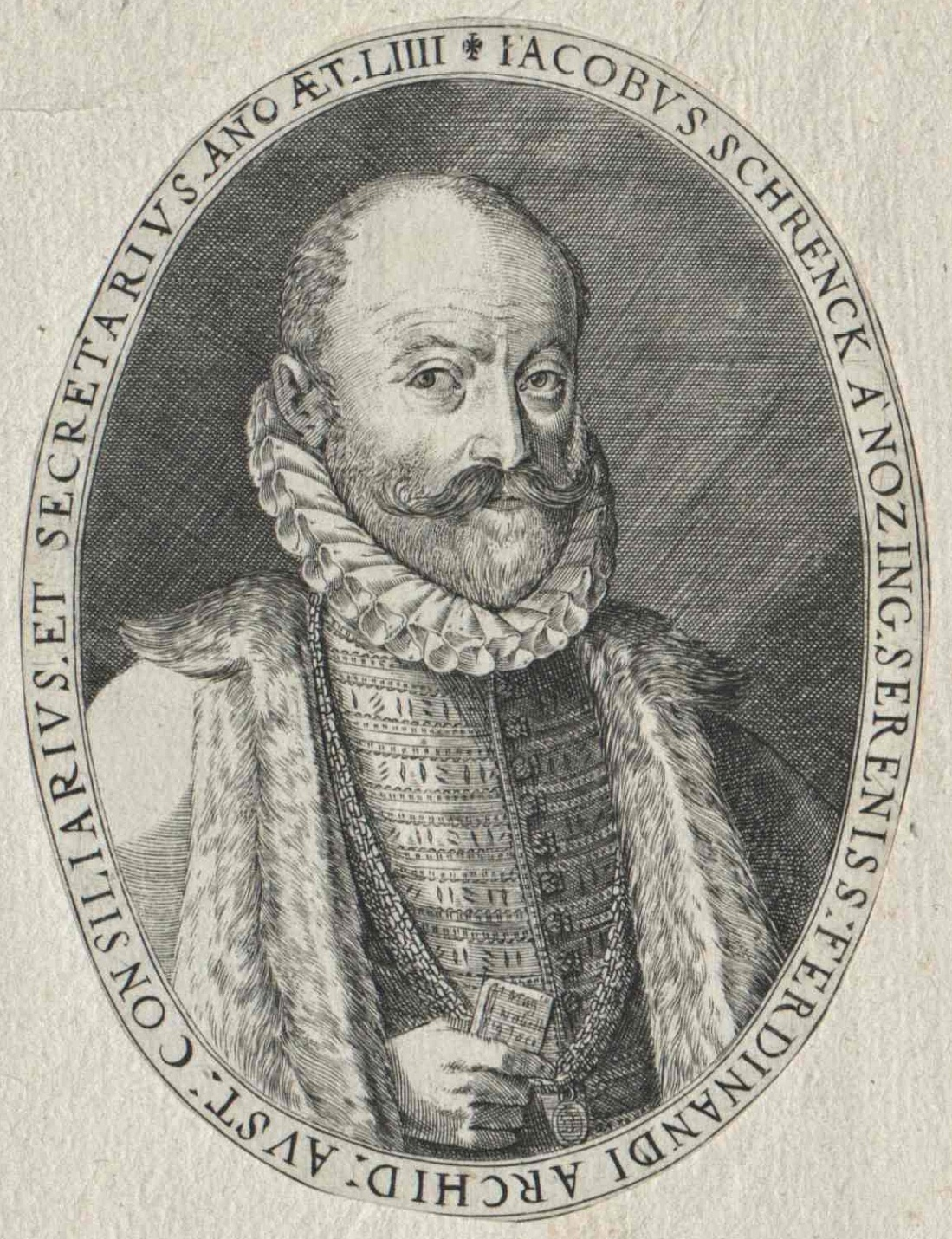
Jakob Schrenck von Notzing
(* 1539; † 1612)

Lorenz (I.) Schrenck war 1422 Feldhauptmann in der Schlacht bei Alling. Sein Sohn Lorenz (II.) war Feldhauptmann der Polen bei der Erstürmung der Marienburg im Jahre 1457 in Ostpreußen. Während der Belagerung kam es zu einem Streit zwischen ihm und dem polnischen Herren Nikolaus Zarnotzky. Dieser verweigerte ihm den Zweikampf, da er nicht wisse, ob Lorenz edler Abstammung sei. Herzog Albrecht III. bestätigte Lorenz daraufhin, dass er ein bayerischer Ritter und Wappengenosse sei und von vier ehrbaren Leuten abstamme.
Die Schrenck gehörten über 300 Jahre dem Stadtrat an und stellten mehrere Stadtkämmerer. Zu Reichtum gelangten sie vor allem im Fernhandel und durch Anteile am Tiroler Bergwesen. So kam die Familie zu Wohlstand. Bartholomäus Schrenck (* 1450; † 1519) war Vertreter der Stadt und Rat von Herzog Albrecht IV. von Bayern. Als solcher gehörte er 1506 zu den Mitunterzeichnern des Primogeniturgesetzes zur Unteilbarkeit des Herzogtums Bayern. Außerdem war er Mitglied der Vormundschaft des minderjährigen Herzogs Wilhelm IV. von Bayern.
Mit dem Eintritt in die herzoglich bayerischen Dienste während des 16. Jahrhunderts gelang den Schrenk der Übergang vom städtischen Bürgertum zum Landadel, der 1625 seinen Abschluss fand. Schon 1408 hatte Michael Schrenck († 1429) das Münchener Bürgerrecht aufgegeben und wurde als Landsasse, wegen des ererbten Besitzes zu Notzing, Mitglied der Ritterschaft in Bayern-Landshut. In der ersten Hälfte des 16. Jahrhunderts verlor die Familie das Stammhaus Notzing. Trotzdem erhielten Angehörige 1575 eine Reichsadelsbestätigung als Schrenck von Notzing. Um 1500 teilten die Brüder Bartholomäus († 1519), Hieronymus († 1510) und Johann die Familie in drei Stämme. Durch letzteren gelangte die Familie nach Sachsen. Johann lernte die sächsischen Herzöge Ernst und Albrecht in Innsbruck kennen, die ihn zu ihrem Rat ernannten. Der Stamm erlosch 1630.
Während des 17. und 18. Jahrhunderts ließen sich Zweige auch in der Oberpfalz und im Bayerischen Wald nieder. Von dort aus gelangte ein Ast in das Königreich Böhmen. Mitte des 19. Jahrhunderts bestanden noch drei Linien, eine bayerische, eine böhmische und eine norddeutsche.

#### Bayerische Linie
Aus der bayerischen Linie kam unter anderem der kurbayerische Kämmerer Ignaz Freiherr Schrenck von Notzing (* 1721; † 1774). Ein Jahr vor seinem Tod heiratete er Maria Barbara Weissmann von Weissenstein. Sein Sohn Sebastian Freiherr Schrenck von Notzing (* 1774; † 1848) wurde königlich bayerischer Kämmerer, Justizminister, Reichs- und Staatsrat. Aus seiner Ehe mit Leopoldine Freiin von Asch (* 1778; † 1840) kam Anton Freiherr Schrenck von Notzing (* 1800), Herr der Herrschaften Gutmaning, Birnbrunn, Hüllstett und Thann. Er wurde königlich bayerischer Appellationsgerichtsrat. Anton heiratete in erster Ehe 1833 Johanna Freiin von Asch (* 1809; † 1842) und hinterließ neben einer Tochter auch drei Söhne. Zwei Söhne, die Freiherren Leopold (* 1835) und Eduard (* 1838), traten in königlich bayerische Militärdienste. Ihr Onkel, der jüngere Bruder des Freiherrn Anton, Carl Freiherr Schrenck von Notzing (* 1806; † 1884), Herr zu Wetterfeld, wurde königlich bayerischer Kämmerer, ehemaliger Bundestagsgesandter und späterer Staatsrat sowie Minister des königlichen Hauses, des Äußeren, des Handels und Vorsitzender im Ministerrat. Seit 1868 war er lebenslanger Reichsrat und ab 1871 bis zu seinem Tod zweiter Präsident der Ersten Kammer. Er heiratete 1845 Augusta Freiin von Frankenstein und hinterließ zwei Töchter.

#### Österreichische Linie
Der Begründer der österreichischen Linie war Johann Christoph Adam Freiherr Schrenck von Notzing (* 1700; † 1764). Er wurde kurbayerischer Kämmerer und heiratete Maria Antonia Gräfin Henckel von Donnersmarck. Ihr gemeinsamer Sohn Franz Seraph Freiherr Schrenck von Notzing (* 1747; † 1810) war Herr zu Zbenice in Böhmen, kaiserlicher Kämmerer und Major. Joseph Freiherr Schrenck von Notzing, Sohn von Freiherr Franz aus zweiter Ehe, geschlossen 1791 mit Theresia Cajetane Freiin von Aßfeld und Widrzi (Asfeld z Vydří; 1765–1805), war kaiserlicher Kämmerer, Kreispräsident zu Budweis sowie Ehrenbürger mehrerer böhmischer Städte. Von seinen Brüdern wurden Ignaz (* 1800) kaiserlicher Kämmerer und Hofsekretär der Allgemeinen Hofkammer und Anton Karl Elias Maximilian (* 1806; † 1874) kaiserlicher Oberstleutnant. Beide konnten den Stamm mit Söhnen und Töchtern fortsetzen. Ebenfalls dieser Linie entstammte Alois Joseph Schrenck von Notzing (* 1802; † 1849), der zunächst Weihbischof von Olmütz war und später Erzbischof von Prag. Dessen Neffe Ernst Freiherr Schrenck von Notzing (* 1845; † 1909) war kaiserlicher Generalmajor. Die Linie erlosch im 20. Jahrhundert.

#### Norddeutsche Linie
Die norddeutsche dritte Linie geht auf Franz Xaver Freiherr Schrenck von Notzing zurück. Sein Vater Johann Gottlieb (* 1685; † 1748) heiratete eine entfernte Cousine. Die Familie verarmte infolge einer Erbauseinandersetzung und der Kriegswirren während des Österreichischen Erbfolgekrieges in der Oberpfalz. Franz Xaver trat in den Theatinerorden ein und lehrte Philosophie in München. Nach einem Konfessionswechsel floh er nach Holland, wo er sich als Arzt bei Groningen niederließ. 1745 heiratete er Catharina Wallburger von Cönnern. Von ihm stammen alle späteren in Hannover und Oldenburg vorkommenden Angehörigen ab. Sein Sohn Philibert Freiherr Schrenck von Notzing (* 1750; † 1792) wurde Gutsbesitzer zu Hoogezand. Er war zweimal verheiratet, in erster Ehe seit 1775 mit Gepke Ludolphs († 1779) und in zweiter Ehe ab 1784 mit Hillegina Hoving († 1798). Aus erster Ehe kam Sohn Franz Xaver Freiherr Schrenck von Notzing (* 1776; † 1860) und aus zweiter Ehe ebenfalls ein Sohn Philipp Freiherr Schrenck von Notzing (* 1786; † 1851), die beide nach Ostfriesland übersiedelten. Ersterer wurde hannoverischer Rendant zu Aurich und heiratete 1800 Helena Jacobs (* 1778; † 1853). Aus der Ehe gingen zahlreiche Nachkommen hervor, die den Stamm fortsetzen konnten. Sein Sohn Albert Philibert Schrenck von Notzing (* 1800; † 1877) wurde großherzoglich oldenburgischer Oberkammerrat, Landvermessungsdirektor und Mitglied der großherzoglichen Katasterdirektion. Unter seiner Führung entstanden 3000 Flurkarten sowie Kirchspielkarten, ein topographisches Kartenwerk und eine Generalkarte. Dessen Sohn Wilhelm Freiherr Schrenk von Notzing (* 1828; † 1892) wurde Oberbürgermeister von Oldenburg. Alberts jüngerer Bruder Franz Freiherr Schrenck von Notzing (* 1806) wurde königlich preußischer Steuerbeamter in der Rheinprovinz. Der ältere Sohn Franz von Schrenck-Notzing (1824–1905) wurde Rittmeister dessen Sohn Albert trat als Mediziner hervor. Aus der Ehe mit der Industriellentochter Gabriele Siegle (1872–1953) entstammen Leopold (1894–1970), von 1929 bis 1945 Mitglied des Aufsichtsrats der I. G. Farbenindustrie AG, und Gustav (1896–1943) preußischer Rittmeister, sowie Vater des rechtskonservativen Publizisten Caspar von Schrenck-Notzing.

### Standeserhebung
Bartholomaeus Schrenckh von Notzing, Ratsherr und Kastner zu München sowie herzoglich bayerischer Rat, erhielt am 22. November 1575 zu Wien eine Reichsadelsbestätigung mit einer Wappenvereinigung der erloschenen Adelsfamilie Wilprecht.
Seine Söhne Jakob, erzherzoglicher Sekretär und Kämmerer, Carl Alexander, herzoglich bayerischer Pfleger zu Eckmühl, Octavian Augustus, herzoglich bayerischer und fürstbischöflich Regensburger Kanzler und Lehenpropst, Friedrich, erzherzoglicher Hofsekretär und Bartlme, die Schrenckhen von Notzing, erhielten am 24. August 1581 zu Innsbruck von Erzherzog Ferdinand eine Tiroler Adelsbestätigung bzw. Ausdehnung mit einer Wappenbesserung und am gleichen Tag auch Caspar Schrenckh zu Egmating, herzoglich bayerischer Rat und seine Söhne Hanns, herzoglich bayerischer Rat und Unterstallmeister, und Christoph, Mitglied des Inneren Rates in München, sowie die Brüder Ludwig, Stiftsvikar zu Freising, Wilhelm, landgräflich leuchtenberger Rat zu Pfreimd, Urban, herzoglich bayerischer Kastner zu Pfaffenhofen, Albrecht, Georg und Ferdinand, die Schrenckhen von Notzing, Söhne des verstorbenen herzoglich bayerischen Kastners Hieronymus Schrenckh, ebenso Philipp, Wolf und Ezechil, die Schrenckhen von Notzing im Land Meißen.
Johann Schrenk, herzoglich bayerischer Rentmeister, erhielt am 21. Oktober 1595 die herzoglich bayerische Edelmannsfreiheit und Carl Alexander Schrenk auf Prandstetten am 16. Januar 1607.

#### Ältere Linie

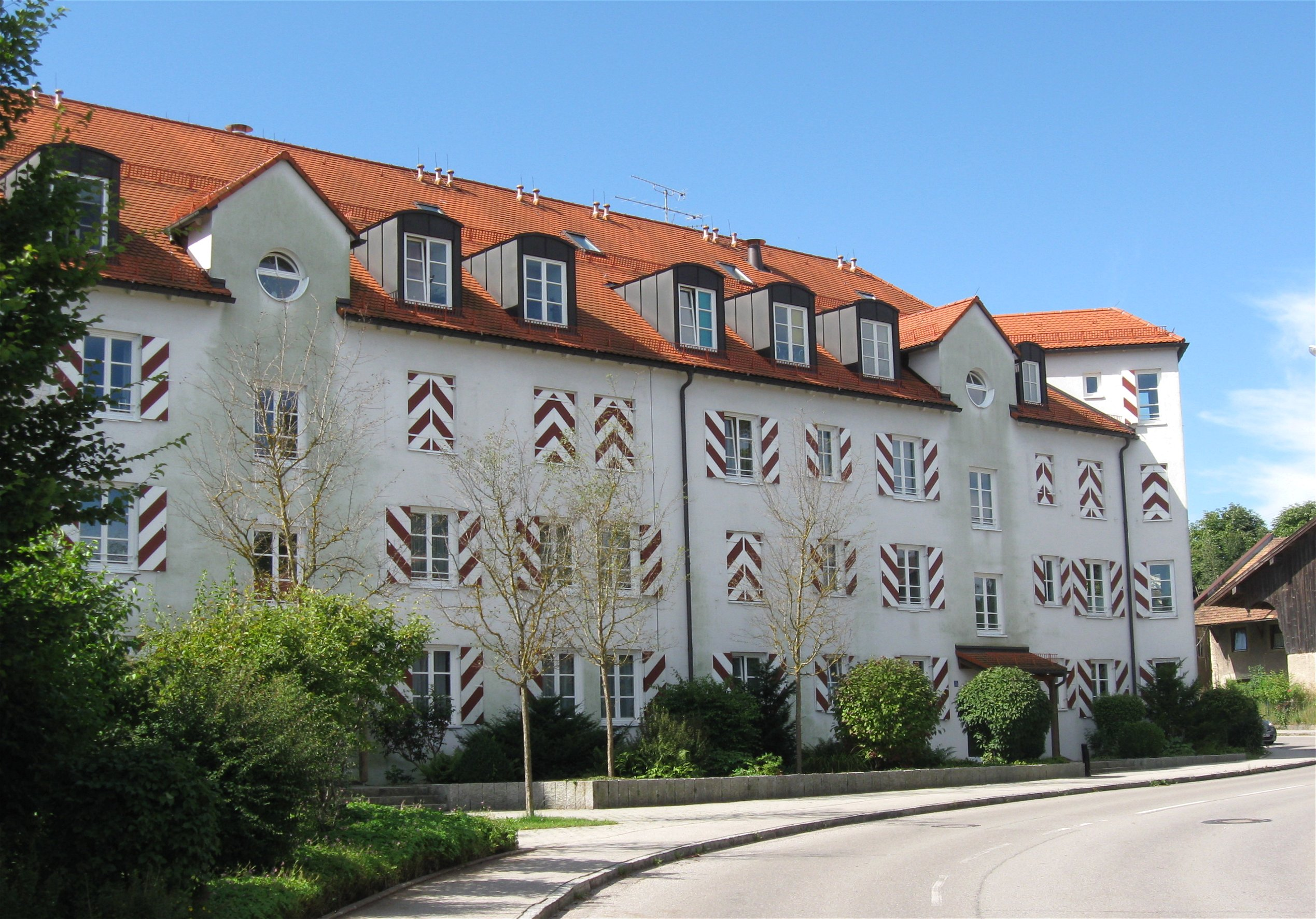
Schloss Egmating

Ladislaus Schrenkh von Notzing zu Egmating erhielt am 8. Juli 1685 eine kurfürstlich bayerische Erlaubnis zur Führung des Prädikats von.
Maximilian Christian von Schrenckh wurde am 12. Januar 1688 in den kurfürstlich bayerischen Freiherrenstand erhoben, ebenso Alexander Ignaz Schrenkh von Notzing auf Grueb, kurfürstlich bayerischer Rat, am 14. April 1694 zu München und bereits genannter Ladislaus von Schrenk am 20. Oktober 1694. Eine kurfürstlich bayerische Ausschreibung als Freiherr erhielt Johann Rudolph Schrenck von Notzing am 28. August 1700. Franz Anton Max Schrenkh von Egmating zu Inkhofen erhielt am 30. März 1703 den kurfürstlich bayerischen Freiherrenstand und Johann Joseph von Schrenck zu Adlshausen am 24. März 1723 eine kurfürstlich bayerische Ausschreibung als Freiherr.
Franz Freiherr von Schrenck von Notzing auf Zbenicz, kaiserlicher Kämmerer und Major, erhielt am 6. Februar 1796 zu Wien das böhmische Inkolat im Herrenstand.

#### Jüngere Linie
Gottlieb von Schrenk auf Notzing zu Gutmaning und Birnbrunn wurde am 22. September 1719 zu München in den kurfürstlich bayerischen Freiherrenstand erhoben.
Aus dem älteren Ast der jüngeren Linie erhielt am 23. Februar 1834 Albert Freiherr Schrenck von Notzing, großherzoglich oldenburgischer Kammerherr, eine oldenburgische Anerkennung des Freiherrenstandes. Sein Bruder Franz Freiherr von Schrenck, königlich preußischer Steuerbeamter, erhielt am 27. Januar 1841 eine preußische Anerkennung des Freiherrenstandes und eine Eintragung in die Adelsmatrikel der preußischen Rheinprovinz durch Ministerialreskript. Eine preußische Namensfeststellung als Freiherr von Schrenck von Notzing erfolgte für Alberts Sohn Franz Freiherr Schrenck von Notzing, königlich preußischer Major zur Disposition, am 25. August 1882 durch Heroldsamtsreskript.
Aus dem jüngeren Ast der jüngeren Linie erhielt Sebastian Freiherr von Schrenk auf Gutmaning, königlich bayerischer Kämmerer und Oberappellationsgerichtsrat in München, zusammen mit seinem Vetter eine Eintragung bei der Freiherrenklasse der Adelsmatrikel im Königreich Bayern am 16. August 1813.

## Wappen

Erweitertes Wappen der Schrenck von Notzing nach Siebmacher (1605)

### Stammwappen
Das Stammwappen zeigt in Rot einen silbernen Schrägbalken, darauf ein schräggelegter schwarzer Pfeil. Auf dem Helm ist ein offener oder geschlossener Flug, der das Schildzeichen wiederholt. Die Helmdecken sind rot-silbern.

### Wappenbesserung von 1575 und 1581
Durch eine Wappenbesserung, verliehen im Jahre 1575 von Kaiser Maximilian II., kam das Wappen der ausgestorbenen Patrizierfamilie Wilprecht (auch Wilbrecht) hinzu. Das Wappen war nun geviert, 1 und 4 das Stammwappen, 2 und 3 in Silber drei (2:1) rote Löwenköpfe, mit ausgeschlagener roter Zunge. 1581 kam der zweite Helm mit rot-silbernen Helmdecken und ein wachsender, gekrönter roter Löwe als Helmzier hinzu.

### Orts- und Gemeindewappen
Der Pfeil aus dem Wappen der Familie Schrenck von Notzing erscheint noch heute in einigen bayerischen Ortswappen.

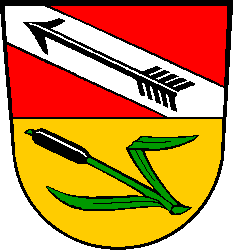
Wappen des Ortsteils Notzing der Gemeinde Oberding
Wappen der Gemeinde Höhenkirchen-Siegertsbrunn
Wappen der Gemeinde Mariaposching

## Namensträger
- Albert von Schrenck-Notzing (* 1862; † 1929), deutscher Mediziner und Parapsychologe
- Albert Philibert Schrenck von Notzing (* 1800; † 1877), deutscher Geodät und Oberkammerrat
- Alexander von Schrenk (* 1816; † 1876), deutsch-russischer Naturforscher
- Alexander von Schrenck-Notzing (* 1965), seit 2012 Stiftungsratsvorsitzender der Förderstiftung Konservative Bildung und Forschung, 1983 Gründungsmitglied von Die Republikaner und 1989 vom Republikanischen Hochschulverband[7]
- Alois Joseph Schrenck von Notzing (* 1802; † 1849), Weihbischof in Olmütz und Erzbischof von Prag
- Caspar von Schrenck-Notzing (* 1927; † 2009), deutscher rechtskonservativer Publizist, Enkel von Albert Freiherr von Schrenck-Notzing
- Hermann Friedrich von Schrenck (* 1847; † 1897), Landschafts- und Marinemaler sowie Radierer
- Jakob Schrenck von Notzing (* 1539; † 1612), bayerischer Adeliger und Historiker, Geheimsekretär des Herzogs Ferdinand II. von Tirol
- Karl Schrenck von Notzing (1659–1704), katholischer Theologe, Abt des Stiftes Sankt Peter (Salzburg)
- Karl von Schrenck (* 1806; † 1884), bayerischer Politiker
- Leopold von Schrenck (* 1826; † 1894), deutsch-russischer Zoologe, Geograph und Ethnograph
- Sebastian von Schrenck (* 1774; † 1848), bayerischer Oberappellationsgerichtsrat und Justizminister
- Wilhelm von Schrenck (* 1828; † 1892), Oberbürgermeister von Oldenburg

## Andenken

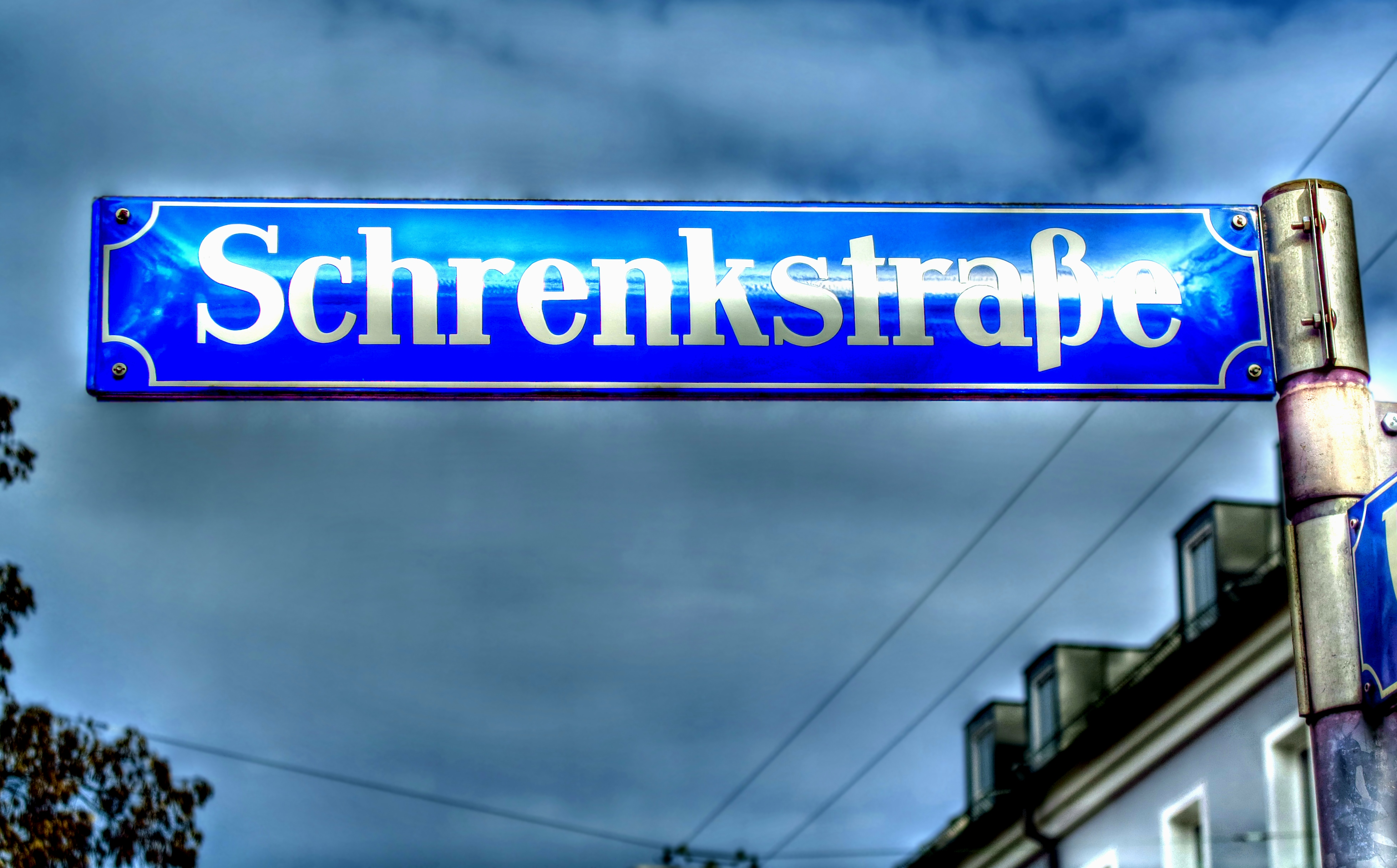
Schrenk-/Westendstraße

Die bayerische Landeshauptstadt München benannte eine etwa 250 Meter lange Verbindungsstraße zwischen der Landsberger Straße und der Westendstraße im Stadtteil Schwanthalerhöhe nach dem Adelsgeschlecht. In ihr befindet sich die katholische Kirche St. Benedikt. Die Straßenbahnhaltestelle am Nordende (Ecke Landsberger Straße/Schrenkstraße) der Linien 18 und 19 trägt ebenfalls die Bezeichnung Schrenkstraße.